# Göran Borggård
Göran Borggård, född 3 maj 1921 i Stockholm, död 27 september 2007 i Vällingby, var en svensk jurist och ämbetsman.
Borggård blev juris kandidat vid Stockholms högskola 1944 och gjorde tingstjänstgöring 1944–1947. Han utnämndes till fiskal i Hovrätten över Skåne och Blekinge 1948 och var tingssekreterare 1948–1952. Borggård var sekreterare i Andra lagutskottet vid riksdagarna 1952 och 1953, och var sakkunnig i Finansdepartementet 1955–1957. Han utnämndes till assessor i Hovrätten över Skåne och Blekinge 1955 och blev hovrättsråd i Hovrätten för Västra Sverige 1963. Borggård blev byråchef för lagärenden i Handelsdepartementet 1957 och expeditionschef där 1960. Han var generaldirektör och chef för Patent- och registreringsverket 1967–1985.
Borggård hade också utredningsuppdrag som ordförande i 1964 års sjömanslagskommitté, befälsbemanningsutredningen, patentpolicykommittén, utredningen om sjömansmönstring, fartygsmiljöutredningen och utredningen om handelsflottans välfärdsråd. Han var ordförande i FN-organet World Intellectual Property Organizations (WIPO) generalförsamling 1973–1976.
Han var ordförande för Livräddningssällskapet Simfrämjandet 1966–1981, Sveriges allmänna sjöfartsförening 1978–1983  samt dess efterföljare Föreningen Sveriges Sjöfart och Sjöförsvar 1983–1991, i Föreningen Sveriges flotta 1978–1983, i Handelsflottans kultur- och fritidsråd 1979–1992 samt vice ordförande i Svenska Kryssarklubben 1988–1991.